# 12323 Haeckel
A 12323 Haeckel a Naprendszer kisbolygóövében található aszteroida. Freimut Börngen és Lutz D. Schmadel fedezte fel 1992. szeptember 4-én.
Az aszteroidát Ernst Haeckel német zoológus tiszteletére nevezték el Haeckel 12.323-nak.